# Myck Kabongo
Myck Kabongo, né le 12 janvier 1992, à Lubumbashi, en République démocratique du Congo, est un joueur congolais ayant la nationalité canadienne, de basket-ball. Il évolue au poste de meneur´.

## Palmarès
- 3e du championnat des Amériques -18 ans 2010
- McDonald's All-American 2011